# Motor crítico
O motor crítico de uma aeronave multimotora de asa fixa, é o motor cuja falha resulta nos efeitos mais adversos na manobrabilidade e performance da aeronave.(§1.1). Em aeronaves a hélice, existe uma diferença no momento em relação ao eixo longitudinal após uma falha do motor esquerdo ou direito (o que gira para fora da aeronave) quando as hélices giram na mesma direção devido ao P-factor. Em aeronaves turbojato ou turbofan, geralmente não existe nenhuma diferença entre o momento de guinada após a falha de um motor esquerdo ou direito.

## Descrição
Quando um dos motores de um típico avião multimotor torna-se inoperante, existe um desequilíbrio no empuxo entre o lado bom e o lado ruim da aeronave. Esse desequilíbrio de empuxo provoca vários efeitos negativos, além de perda do empuxo em um motor.
Durante a fase de projeto da aeronave, a engenheiro responsável pelo projeto da cauda dimensiona o estabilizador vertical de modo a cumprir com os requisitos de controlabilidade e desempenho em caso de falha de um motor, com base nos Regulamentos da Aviação.
Durante a fase de voo experimental de um avião multimotor, o piloto de teste e o engenheiro de ensaio determinam qual é o motor crítico. Definições do motor crítico também podem ser encontrados no Guia de Teste de Voo para aeronaves que seguem os regulamentos Part 23 e 25, emitido pela FAA e pela EASA.

## Fatores que afetam a criticidade do motor

### Guinada assimétrica
Quando um motor torna-se inoperante, é desenvolvido um momento de guinada, com magnitude  igual à distância lateral do vetor de empuxo do motor operacional até o centro de gravidade (C. G.), também chamado de braço do momento, multiplicado pelo empuxo do motor. Além disso, um momento rolagem pode se desenvolver devido à sustentação propulsiva assimétrica gerada pela parte de trás da asa do motor operacional. Esses momentos geram uma guinada e/ ou rolamento da aeronave em direção ao motor inoperante, uma tendência que deve ser neutralizada pelo piloto, o uso dos controles de voo: o leme de direção e ailerons. Devido a P-factor, um motor montado na asa direita, com hélices girando em sentido horário, normalmente desenvolve a  resultante do vetor tração a uma maior distância lateral do C.G. da aeronave em relação à rotação das hélices no sentido horário em um motor montado na asa esquerda. Nessa situação, uma falha no motor esquerdo irá resultar em uma resultante do braço de momento maior, por causa do motor direito, do que se o motor direito fosse o inoperante. Pelo motor direito estar produzindo um momento de guinada maior, ao piloto será necessária uma maior utilização dos controles de voo, a fim de manter o controle da aeronave, ou uma velocidade maior. Assim, a falha de um motor esquerdo é menos desejável do que a falha de um motor direito, e o motor esquerdo é chamado motor crítico.
É importante notar, no entanto, que este exemplo depende de ambas as hélices girando no sentido horário quando visto a partir da parte de trás. Em aeronaves com as hélices girando no sentido anti-horário(como o de Havilland Pomba), o motor direito seria o motor crítico.
A maioria das aeronaves que possuem hélices contra-rotativas não têm um motor crítico definido pelo mecanismo acima, porque as duas hélices são feitas para rodar dentro, olhando de cima; ambos os motores são igualmente críticos. No entanto, algumas aeronaves, tais como o Lockheed P-38 Lightning tinham hélice em rotação invertida propositadamente para reduzir o fluxo induzido no centro do estabilizador horizontal, para melhorar a pontaria das metralhadoras. Estes motores eram ambos igualmente importantes, mas mais críticos do que hélices contra-rotativas.
Aeronaves com configuração de tração em linha (por exemplo, o Cessna 337) ainda podem ter um motor crítico, se a falha de um motor (dianteiro ou traseiro) tem mais efeito negativo no controle da aeronave ou no desempenho de subida do que a falha no outro motor, embora os momentos de guinada e rolagem serão pequenos.

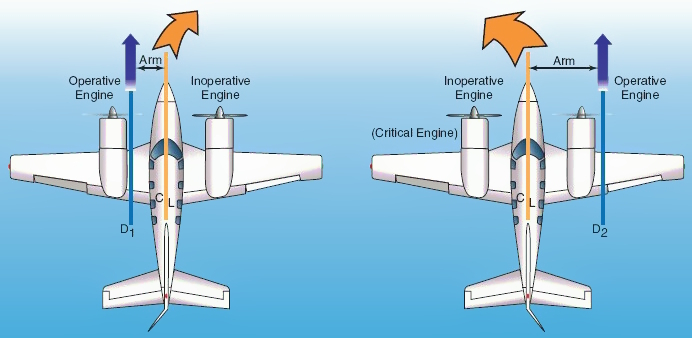
Fig. 1. O motor direito operacional irá produzir mais momento de guinada em direção ao motor ruim, tornando, assim, crítica a falha do motor esquerdo

### Efeito do Motor Crítico na Velocidade de Mínimo Controle VMC
Padrões de Navegabilidade e Especificações de Certificação (§ 23.149 e § 25.149) exigem do fabricante que determine uma velocidade mínima de controle na qual o avião é controlável após a falha do motor crítico e que publique esta velocidade na Seção de Limitações do Manual de Voo do Avião. As velocidades mínimas de controle  (VMC's) publicadas são mensuradas quando o motor crítico falha ou fica inoperante, assim, o efeito da falha do motor crítico é incluído com a publicação das VMC's. Quando qualquer um dos outros motores falhar ou ficar inoperante, a VMC que o piloto presenciará em voo vai ser um pouco menor, o que é mais seguro, mas este decréscimo não é documentado. O motor crítico é apenas um dos fatores que influenciam as VMC's da aeronave. As VMC's publicadas são, portanto, seguras, quer o motor falhe ou fique inoperante. Assim, pilotos (de linha aérea) não precisariam saber sobre a criticidade de um motor. O motor crítico é definido pelos regulamentos da aviação para ser usado por engenheiros para dimensionar o tamanho da empenagem, e por pilotos de teste para medição de VMC's em voo. Outros fatores, como ângulo de inclinação de tração, têm um efeito muito maior nas VMC's do que a diferença entre um motor crítico e um motor não crítico. 

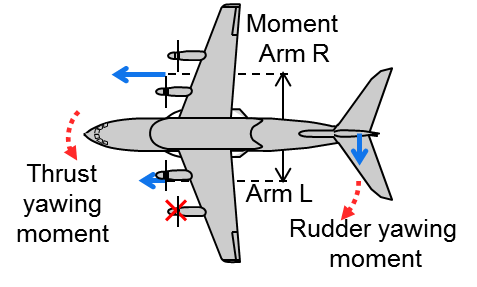
Fig. 2. A400M, contra-rotacionando as hélices em cada asa; o momento de guinada mais importante após falha do motor #1

Um caso interessante é o do Airbus A400M. O sistema de propulsão exclusivo deste avião consiste de hélices contra-rotatórias nas duas asas; ambas as hélices em cada asa giram em direção oposta à outra, para baixo entre uma e outra. Se ambos os motores em uma asa estão operacionais, o deslocamento do vetor tração com o aumento do ângulo de ataque é sempre em direção ao outro motor na mesma asa. O efeito resultante é que o vetor tração de ambos os motores na mesma asa de não mudam conforme o ângulo de ataque do avião aumenta, desde que ambos os motores continuem funcionando. De maneira geral não existe o P-fator; não haverá diferença na magnitude dos momentos de guinada do motor após a falha do motor #1 ou #4 com o aumento do AOA, apenas na direção para a esquerda ou para a direita. Isso significa que a velocidade mínima de controle durante a decolagem (VMC) e/ ou no Ar (VMCA) após uma falha de um dos motores mais afastados da fuselagem será a mesma, a menos que sistemas (de reforço), que podem ser necessários para controlar o avião, estiverem instalados em apenas um dos motores mais afastados da fuselagem. Este avião, portanto, não têm um motor crítico direito ou esquerdo; os dois motores mais externos são igualmente críticos.
Se uma falha no motor externo ocorrer, digamos que, por exemplo, o motor #1, como mostrado na Figura 2, o braço de momento do vetor tração naquela asa se movimenta da posição entre os dois motores da asa para um pouco mais para fora do motor interno operacional. O vetor em si é de 50% do vetor tração oposto. O momento de guinada resultante é muito menor do que seria no caso de uma hélice em rotação convencional. O momento máximo de guinada que o leme de direção deve neutralizar devido à tração assimétrica pode ser menor e, consequentemente, o tamanho do estabilizador vertical deeste avião poderá ser menor. Há, porém, uma condição muito importante: a característica de embandeiramento dessas grandes hélices de 8 pás, de 17,5 pés (5.33 m) de diâmetro e, portanto, grande arrasto, deve ser automática, muito rápida e livre de falhas para garantir o arrasto mais baixo possível da hélice após um mau funcionamento do sistema de propulsão. Se não, uma falha no sistema de embandeiramento de um motor externo (mais afastado da fuselagem) vai aumentar o arrasto gerado pela hélice, que por sua vez aumenta o momento de guinada consideravelmente, com isso, ocorrendo um aumento da VMCA. A capacidade de controle gerada pela pequena cauda vertical e leme sozinhos é baixa devido seu projeto pequeno. Apenas uma rápida redução de tração no motor oposto, ou velocidade (aumentada) do ar pode restaurar a capacidade de controle necessária para manter o voo reto e nivelado após a falha do sistema de embandeiramento. Projetar e aprovar o sistema de embandeiramento para este avião vai ser um verdadeiro desafio para os engenheiros e autoridades certificatórias.
Em aviões com motores muito potentes, o problema de tração assimétrica está sendo resolvido através da aplicação automática de compensadores de simetria, mas isso também tem consequências para o desempenho de decolagem.

## Eliminação
O Rutan Boomerang é uma aeronave assimétrica projetada com motores com um pouco de assimetria de potência para produzir uma aeronave que elimina os perigos da tração assimétrica em caso de falha de qualquer um de seus dois motores.